# EA Orlando
EA Orlando est un studio américain de développement de jeux vidéo fondé en 1994 sous le nom Tiburon Entertainment et situé à Orlando en Floride.

## Historique
L'entreprise est acquise en 1998 par Electronic Arts.

## Liste de jeux
- Fantasy football
- Madden NFL (1994–présent)
- NCAA Football (1998–présent)
- NASCAR Thunder (2002–2008)
- NFL Head Coach (2004–présent)
- NFL Street (2004–2006)
- Tiger Woods PGA Tour (2007–présent)
- EA Sports GameShow (2008)
- NFL Tour
- NASCAR SimRacing
- Soviet Strike (version Saturn)
- Nuclear Strike
- MechWarrior 3050
- Arena Football (2006–2007)
- Superman Returns
- Superman Returns : La Forteresse de Solitude
- GoldenEye : Au service du Mal (version Nintendo DS)
- Henry Hatsworth in the Puzzling Adventure
- EA Sports MMA (2010)
- NBA Live (2010–présent)